# مالا شتاهله
مالا شتاهله (به چکی: Malá Štáhle) یک منطقهٔ مسکونی در جمهوری چک است که در شهرستان برونتال واقع شده‌است. مالا شتاهله ۲٫۸ کیلومتر مربع مساحت و ۱۴۸ نفر جمعیت دارد و ۵۸۸ متر بالاتر از سطح دریا واقع شده‌است.